# الن جی
الن جی (انگلیسی: Allan Jay؛ زادهٔ ۳۰ ژوئن ۱۹۳۱) ورزشکار شمشیربازی اهل بریتانیا است.
وی در مسابقات کشوری و بین‌المللی در مجموع برندهٔ ۷ مدال طلا، ۳ مدال نقره، ۲ مدال برنز شده‌است.